# تششمة مونس
تششمة مونس (بالفارسية: چشمه مونس) هي قرية تقع في قسم سنغ بست الريفي في إيران. يقدر عدد سكانها بـ 37 نسمة بحسب إحصاء 2016.